# GDF (protéines)
Pour les articles homonymes, voir GDF.

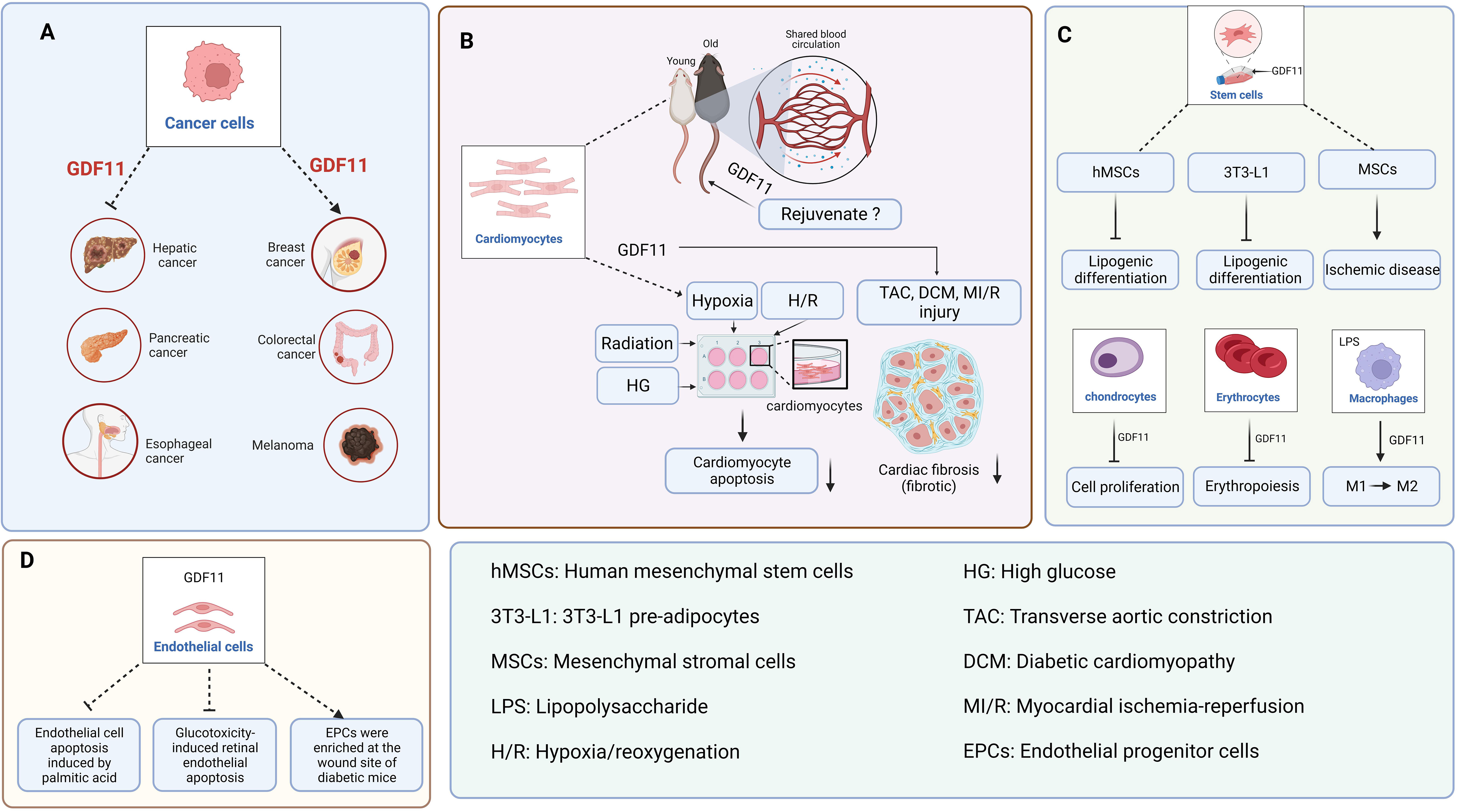
Diagramme de la fonction des GDF.

Les GDF (pour « Growth Differentiation Factor ») est une sous-famille de protéines avec un rôle de  facteurs de croissance de transformation.

## Types
Quinze protéines différentes ont été identifiées : GDF1, GDF2, GDF3, GDF4, GDF5, GDF6, GDF7, GDF8, GDF9, GDF10, GDF11, GDF12, GDF13, GDF14, GDF15.